# Ососкова
Ососкова — деревня в Талицком городском округе Свердловской области России.

## Название
Название деревни произошло от слова осока (трава), так как место, на котором расположена деревня, поначалу было болотистым.

## География
Деревня Ососкова расположена на левом берегу реки Куяр. В деревне одна улица — Гагарина. Её протяжённость — 836 метров.
В радиусе менее одного километра к северу от деревни Ососковой с запада на восток пролегает автодорога федерального значения Р351. Южнее деревни пролегает Транссибирская магистраль. Вблизи деревни Ососковой расположен остановочный пункт 2010 км Свердловской железной дороги. За железной дорогой расположено крупное село Яр. Между Ососковой и Яром через железную дорогу устроен переезд.

## Население
| 2002 | 2010 | 2021 |
| ---- | ---- | ---- |
| 61   | ↘58  | ↘45  |